# Till Drobisch
Till Drobisch (Windhoek, 2 maart 1993) is een Namibisch wielrenner die anno 2016 rijdt voor Christina Jewelry Pro Cycling. In 2014 nam hij deel aan de Gemenebestspelen. Hij werd achttiende in de tijdrit, de wegwedstrijd reed hij niet uit.

## Overwinningen
2009
 Namibisch kampioen tijdrijden, Nieuwelingen
2010
 Namibisch kampioen tijdrijden, Junioren
 Namibisch kampioen op de weg, Junioren
2013
 Namibisch kampioen tijdrijden, Elite
 Namibisch kampioen tijdrijden, Beloften
 Namibisch kampioen op de weg, Elite
 Namibisch kampioen op de weg, Beloften
2014
 Namibisch kampioen tijdrijden, Elite
 Namibisch kampioen tijdrijden, Beloften
2016
 Namibisch kampioen tijdrijden, Elite
2017
 Namibisch kampioen tijdrijden, Elite
 Namibisch kampioen op de weg, Elite

## Ploegen
- 2015 –  Team Stuttgart (vanaf 16-7)
- 2016 –  Christina Jewelry Pro Cycling